# Moreno Di Biase
Moreno Di Biase (Lanciano, 5 novembre 1975) è un ex ciclista su strada italiano.
Professionista dal 1998 al 2005, partecipò a sei edizioni dei Grandi Giri.

## Carriera
Da dilettante vinse il Trofeo Città di Castelfidardo nel 1996, e il Gran Premio San Giuseppe, il Trofeo Franco Balestra e una tappa al Giro delle Regioni nel 1997.
Professionista dal 1998 con la Riso Scotti-MG Boys Maglificio, vestì poi per due anni la divisa della Cantina Tollo e per tre quella della Mobilvetta/Formaggi Pinzolo. I principali successi da professionista furono tre tappe al Tour de Langkawi (una nel 1999 e due nel 2002), una tappa al Tour of Japan e una tappa al Giro di Slovenia nel 1999, una tappa al Giro d'Abruzzo nel 2000, una tappa al Brixia Tour nel 2002 e una tappa al Tour de Georgia nel 2003.
Nel 2004 gareggiò con la Icet, e infine nel 2005, sua ultima stagione da professionista, con la Colombia-Selle Italia, con cui nello stesso anno vinse due tappe alla Vuelta a Venezuela. In carriera partecipò a cinque edizioni del Giro d'Italia e una del Tour de France.

## Palmarès
- 1996 (Dilettanti)

Circuito di Cesa
Trofeo Città di Castelfidardo
- 1997 (Dilettanti)

Trofeo Alvaro Bacci
Gran Premio San Giuseppe
Trofeo Franco Balestra
6ª tappa Giro delle Regioni (Penna San Giovanni > L'Aquila)
- 1999

5ª tappa Tour de Langkawi (Kuala Lumpur > Port Dickson)
6º tappa Giro di Slovenia (Semič > Novo Mesto)
1ª tappa Tour of Japan (Sakai > Osaka)
- 2000

5ª tappa Giro d'Abruzzo (Cepagatti)
- 2002

4ª tappa Tour de Langkawi (Tapah > Bentong)
7ª tappa Tour de Langkawi (Kluang > Tampin)
3ª tappa Brixia Tour (Erbusco > Iseo Sassabanek)
- 2003

2ª tappa Tour de Georgia (Macon > Columbus)
- 2005

1ª tappa Vuelta a Venezuela (Guanare)
7ª tappa Vuelta a Venezuela (Valencia)

## Piazzamenti

### Grandi Giri
- Giro d'Italia

2000: 119º
2001: 118º
2002: 137º
2003: fuori tempo massimo (18ª tappa)
2005: non partito (18ª tappa)
- Tour de France

1999: ritirato (11ª tappa)

### Classiche monumento
- Milano-Sanremo

2002: 43º